# Hvožďanská louka
Hvožďanská louka je přírodní památka poblíž obce Hvožďany na k. ú. Hvožďany u Poběžovic a Načetín u Drahotína v okrese Domažlice v Plzeňském kraji. Předmětem ochrany jsou luční společenstva s výskytem chráněných a ohrožených druhů rostlin. Oblast spravuje AOPK ČR Správa CHKO Český les.

## Přírodní poměry
Chráněné území se nachází při okraji CHKO Český les v geomorfologickém celku Podčeskoleská pahorkatina.
Horninové podloží tvoří intruzivní vyvřelá hornina, přechod mezi gabrem a noritem, geology nazývaná gabronorit.

## Flóra a fauna

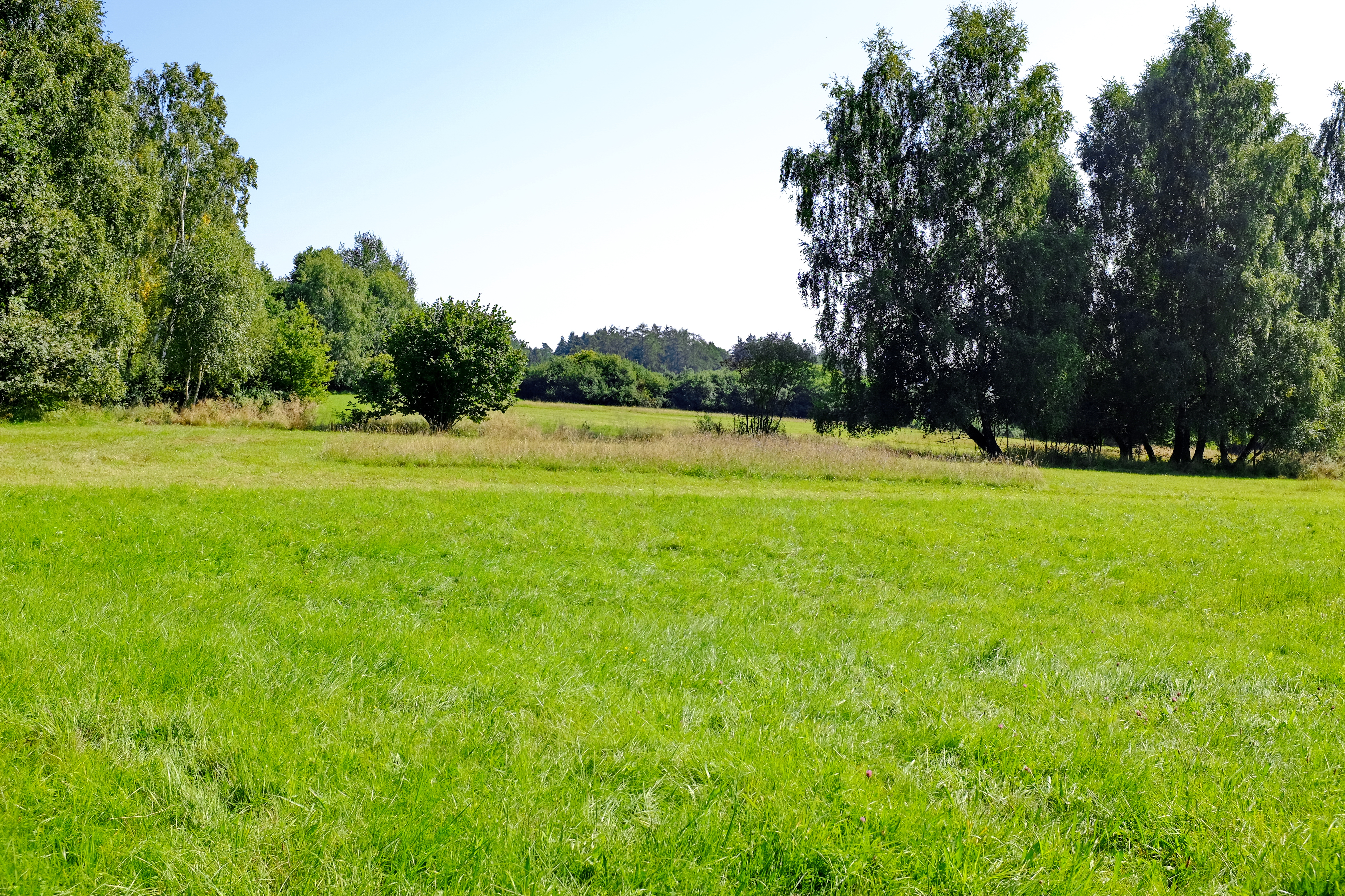
Celkový pohled na lokalitu

Na území převažují trvalé travní porosty s bohatou vlhkomilnou květenou. V lokalitě roste řada cenných rostlinných druhů. Z kriticky ohrožených to je bahnička chudokvětá (Eleocharis quinqueflora), vstavač osmahlý (Orchis ustulata) a hořeček drsný (Gentianella obtusifolia), ze silně ohrožených hořec hořepník (Gentiana pneumonanthe), kruštík bahenní (Epipactis palustris), ostřice blešní (Carex pulicaris), pětiprstka žežulník (Gymnadenia conopsea), tolije bahenní (Parnassia palustris), tučnice obecná (Pinguicula vulgaris), vratička měsíční (Botrychium lunária) a kosatec sibiřský (Iris sibirica).
Z živočichů zde žije kriticky ohrožený modrásek hořcový (Phengaris alcon), který vyžaduje přítomnost kvetoucího hořce hořepníku. Dalším z motýlů je to ohrožený otakárek fenyklový (Papilio machaon).